# Škofija Halifax, Kanada
Škofija Halifax je bivša rimskokatoliška škofija s sedežem v Halifaxu (Kanada).
4. maja 1852 je bila škofija povzdignjena v istoimensko nadškofijo.

## Škofje
- William Fraser (15. februar 1842-27. september 1844)
- William Walsh (21. september 1844-4. maj 1852)